# Andrian Duszew
Andrian Duszew (buł. Андриан Павлов Душев, ur. 6 czerwca 1970 w Sofii) – bułgarski kajakarz. Brązowy medalista olimpijski z Atlanty.
Zawody w 1996 były jego jedynymi igrzyskami olimpijskimi. Zajął trzecie miejsce w kajakowej dwójce na dystansie 1000 metrów. Partnerował mu Miłko Kazanow. Zdobył brązowy medal mistrzostw świata w 1989 zajmując trzecie miejsce w kajakowej czwórce na dystansie 500 metrów. Na mistrzostwach Europy wywalczył cztery medale w różnych konkurencjach: dwa srebrne i dwa brązowe.
Jego żona Natasa Janics także była kajakarką i medalistką olimpijską.